# 圣弗洛罗
圣弗洛罗（義大利語：San Floro）是意大利卡坦扎罗省的一个市镇。总面积18平方公里，人口721人，人口密度40.1人/平方公里（2009年）。ISTAT代码为079108。